# Valdres Folkemuseum

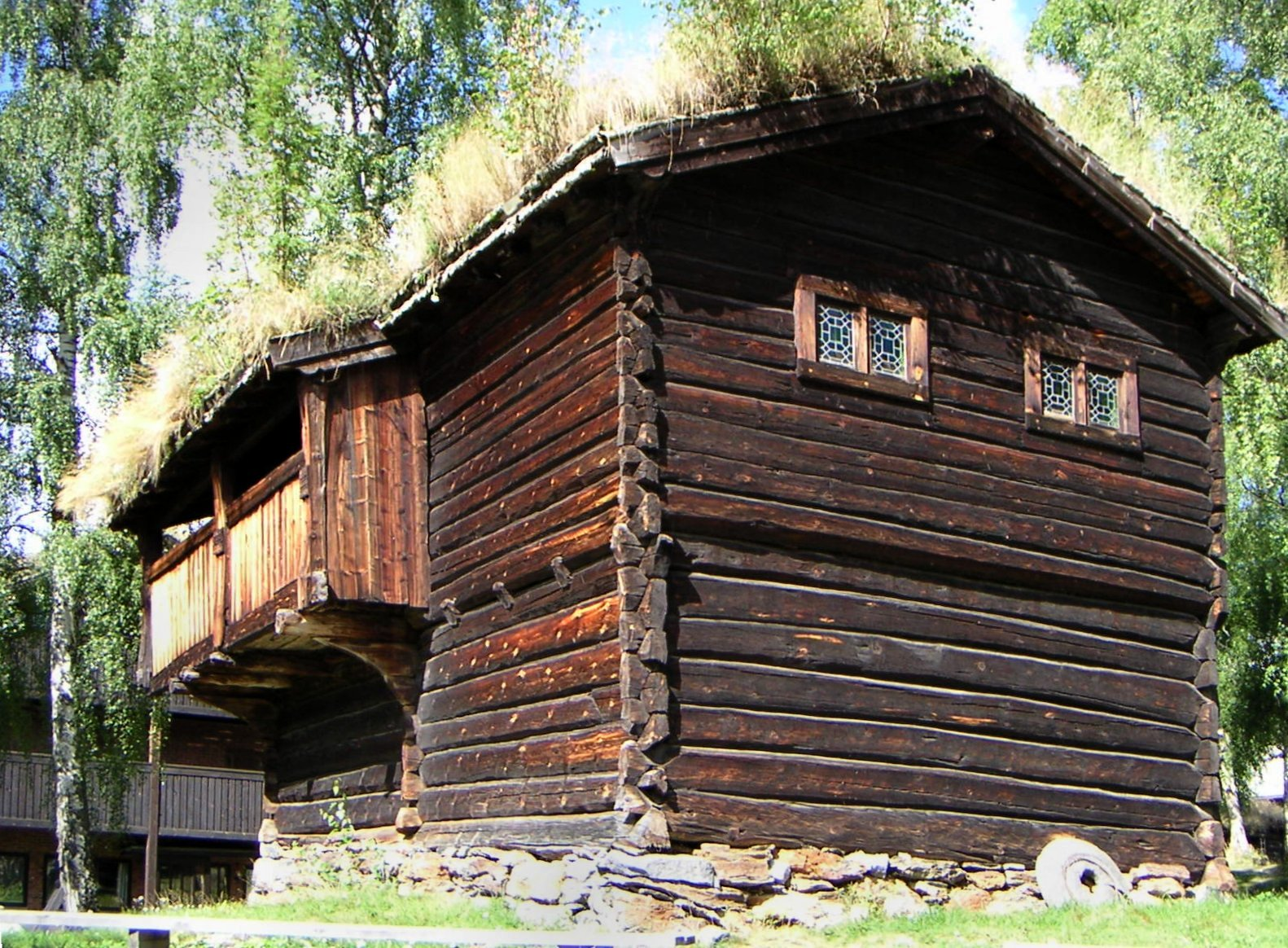
Handeloftet

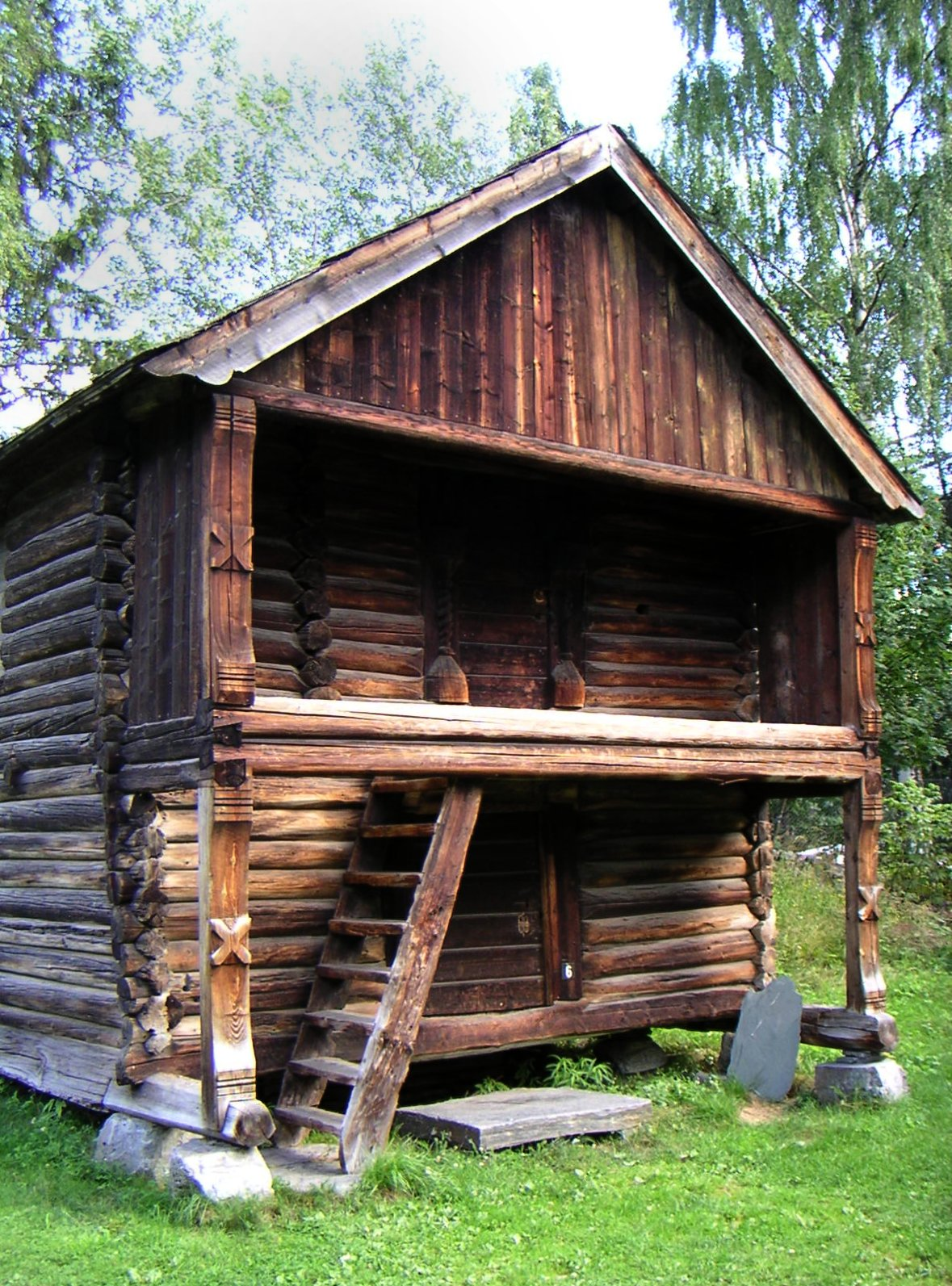
Hovihärbret

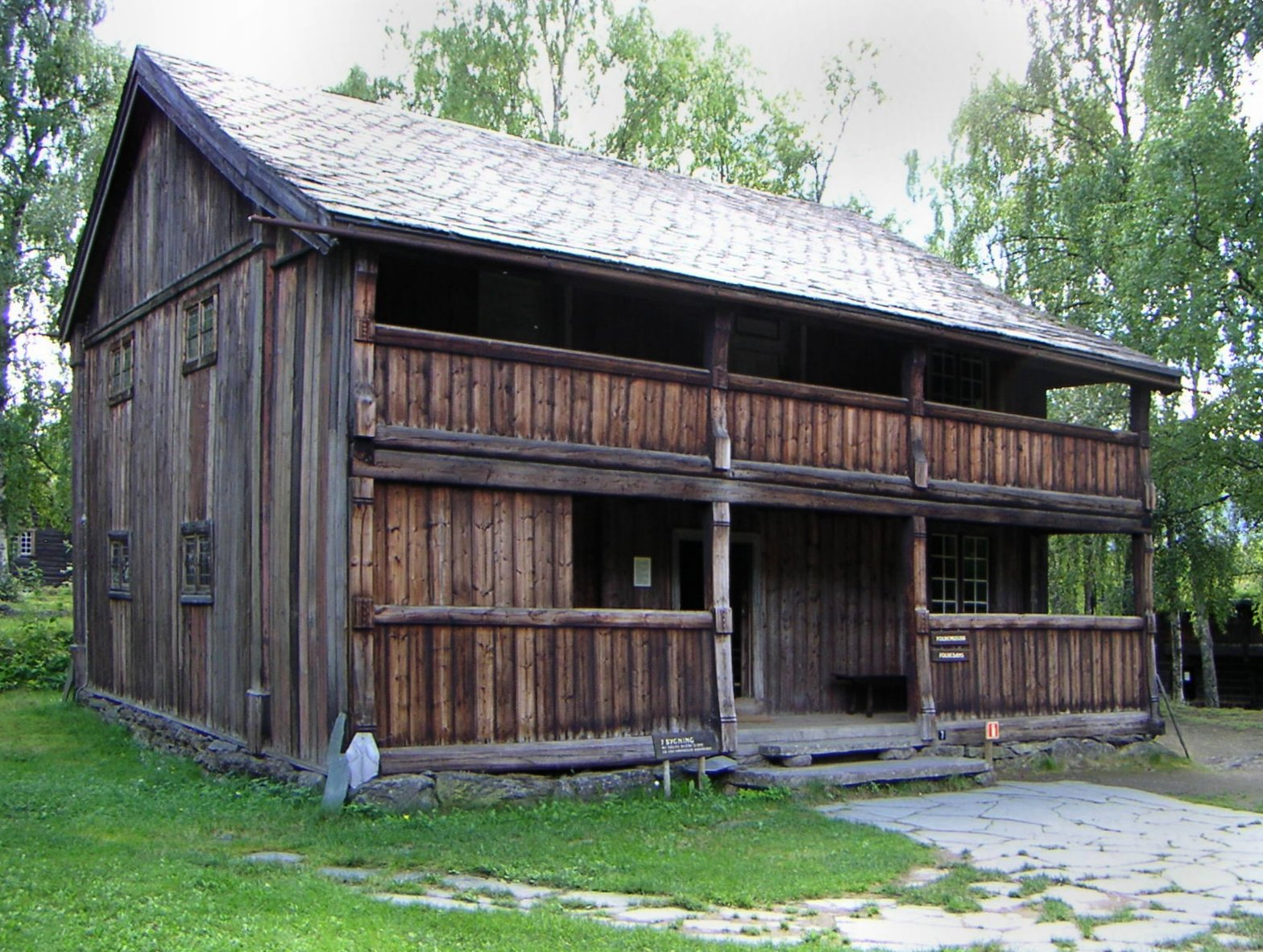
Rognebyggnaden

Valdres Folkemuseum är ett norskt friluftsmuseum, som ligger på Storøya i Strandefjorden utanför Fagernes i Nord-Aurdals kommun i Innlandet fylke. Det är det fjärde största friluftsmuseet i Norge. Valdres Folkemuseum ägs av de sex kommunerna i Valdres. Tillsammans med Bagn Bygdesamling och Bauthaugen Samlinger blev museet 2006 en del av Valdresmusea. Från 2008 har Valdresmusea också haft ansvar för Norsk institutt for bunad og folkedrakt. Institutet har sitt administrations- och dokumentationscentrum samt bonadutställning på Valdres Folkemuseum.
Bakom bildandet av museet låg idéer om att en ökad förståelse av tidigare tidsålder skulle påverka inställningen till framtiden hos folk i Valdres.  Den dåvarande rektorn för Opplands jordbruksskola i Storhove, Nils K. Ødegård, lanserade tanken om ett eget museum i Valdres. Efter det att han väckt förslaget i tidningen "Samhold" 1900, hölls ett möte i Fagernes i mars 1900, där det utsågs en person för vart och ett av de sex häradena för att driva frågan vidare.
För att få in kapital till stiftandet av museet cirkulerades listor för intressenter att skriva på, men när kommittén samlades i april visade det sig att intresset att bidra först var svalt. Enskilda personer började då att inköpa föremål. Efter några år inköptes 1905 Handeloftet. I mai 1906 köptes Valdreshaugen av Nes gård, där Handeloftet sattes upp. År 1917 sålde museet Valdreshaugen och köpte den tomt på Storøya, där museet legat sedan dess.
Entrébyggnaden vid E16 är från 2010 och har ritats av Lund Hagem Arkitekter. Byggnaden inrymmer festsal, utställningssalar, magasin, kafé och butik. Byggnaden är en utvidgning av den gamla museibyggnaden och har en yta på omkring 900 m². Huset är byggt i trä, torv, glass och betong.

## Samlingarna
Det finns idag omkring ett hundra hus och anläggningar på museet. Medeltidsloftet från Uppigard Høve, från före 1350, är det äldsta världsliga trähuset  i Valdres och flyttades till museet 1946-1947. Museet har ett "støl"område med "stølshus", det vill säga hus i utmarker som användes för mjölkning, från både 1700-, 1800- och 1900-talen. 

## Byggnader i urval
- Hoveloftet är ett härbre från gården Hovi i Øystre Slidre, vilket tros ha byggts på 1700-talet. Det köptes 1944. Dörrstolparna har dekorationer från medeltiden.

- Rognebyggnaden är en manbyggnad från gården Rogne i Øystre Slidre, som tros ha byggts under perioden 1670–1680. Tidigare var gården en kaptensgård, därefter en länsmansgård innan det blev en skjutsstation. Kapten Johan Reinert bodde på gården 1670–1680, och senare bodde kapten Jacob de Caucheron på stället 1712–1720. Valdres Folkemuseum köpte huset 1917 och flyttade det till nuvarande plats 1923.

- Brennbyggnaden är en manbyggnad från Brenna i Åbjørtrakten i Nord-Aurdal. Huset köptes 1945 och flyttades året därpå.

- Handeloftet är den första byggnaden på Valdres Folkemuseum. Det köptes från gården Hande i Vestre Slidre 1905 för 1000 norska kronor. Byggnaden uppfördes ursprungligen på Valdres Bygdesamling 1906, men flyttades igen till nuvarande ställe 1923. Byggnaden tros ha uppförts mellan 1530 och 1640. Svalgången på utsidan av byggnaden går runt på tre sidor. Även om namnet "loftet" indikerar att det skulle vara ett härbre eller ett sovloft, så antas det har uppförts som ett manhus.

- Haftonbyggnaden är en manbyggnad från gården Hafton i Leirskogen i Sør-Aurdal. Huset timrades 1763 av byggmästaren Engebret Madslangrud. Huset är uppfört på museet 1923. Byggnaden har ett rum utan fönster, som ska ha använts som rum för födande.

## Bildgalleri

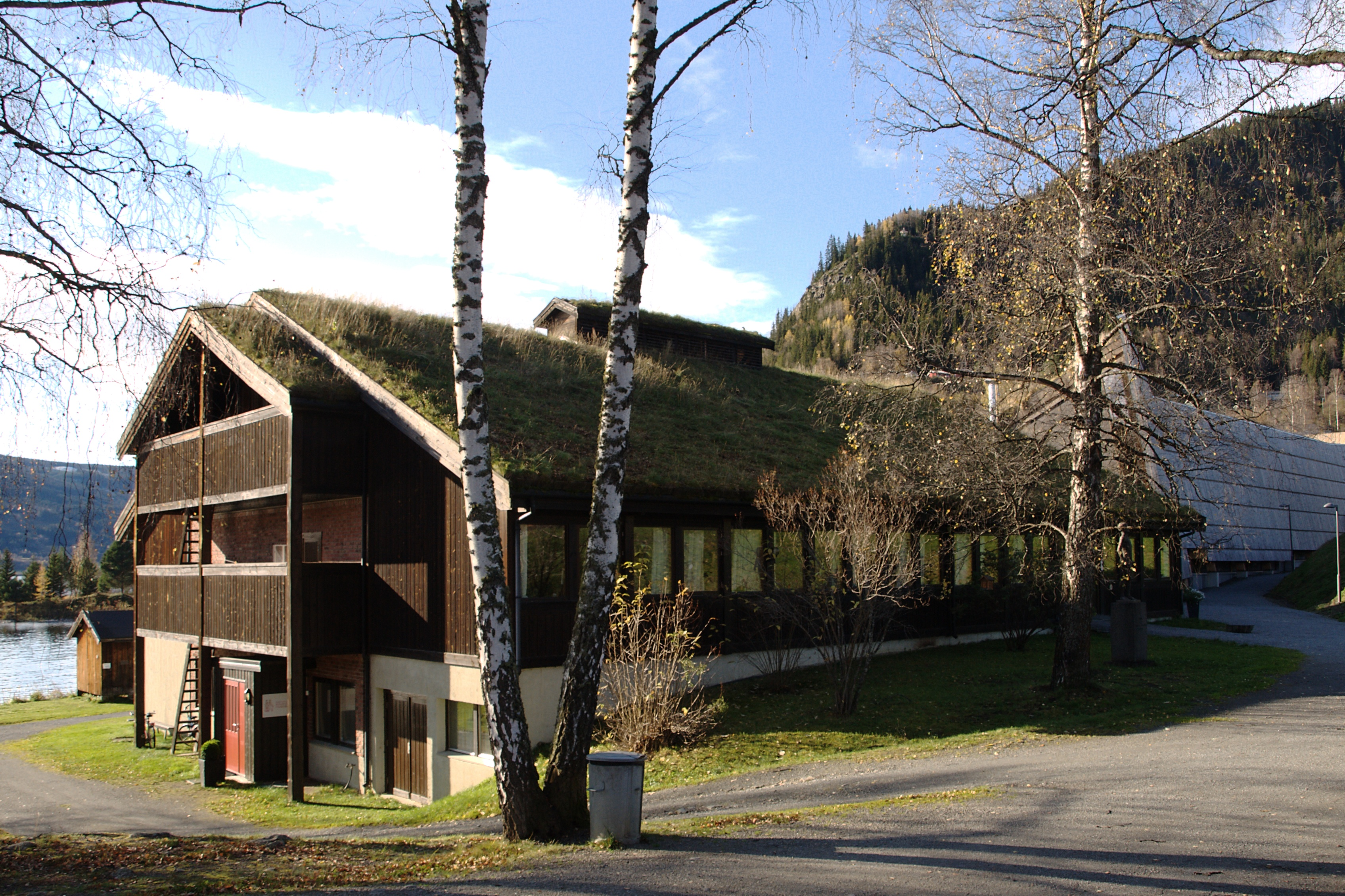
Administrationsbyggnaden
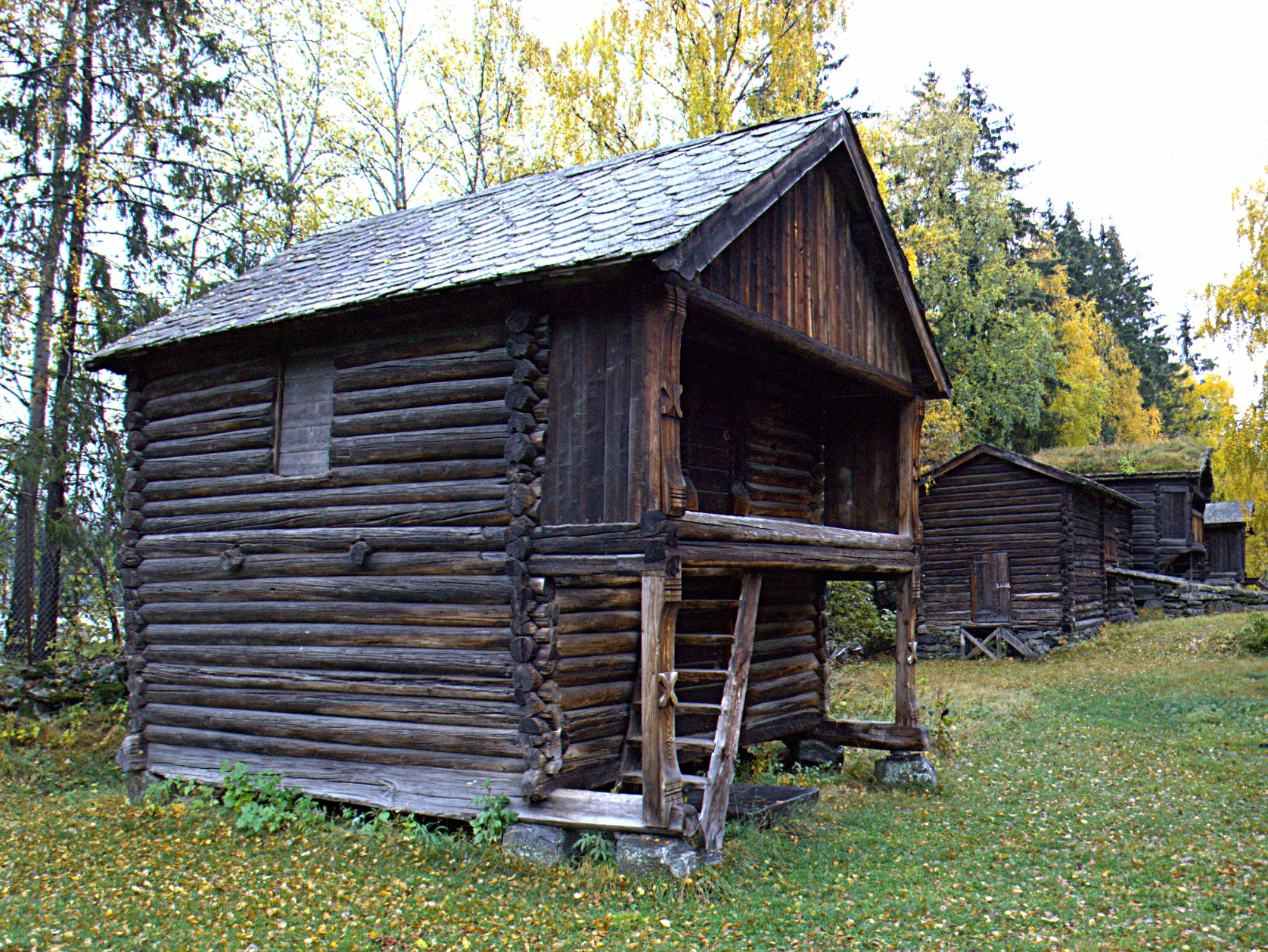
Hoveloftet
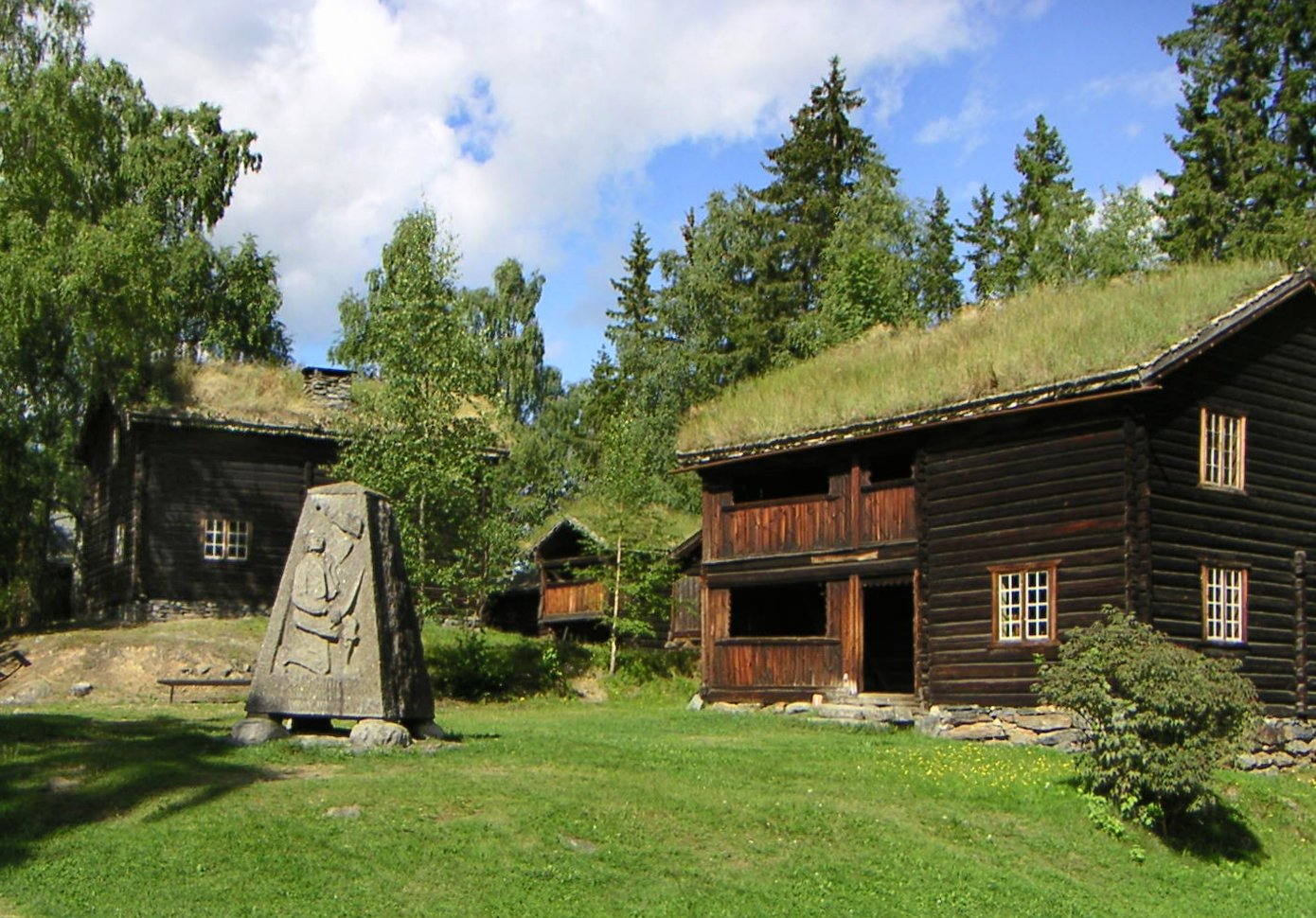
Skulptur till minne av spelemannen Jørn Hilme (1778–1854) framför Brennbyggnaden till vänster och Prestøynbyggnaden till höger
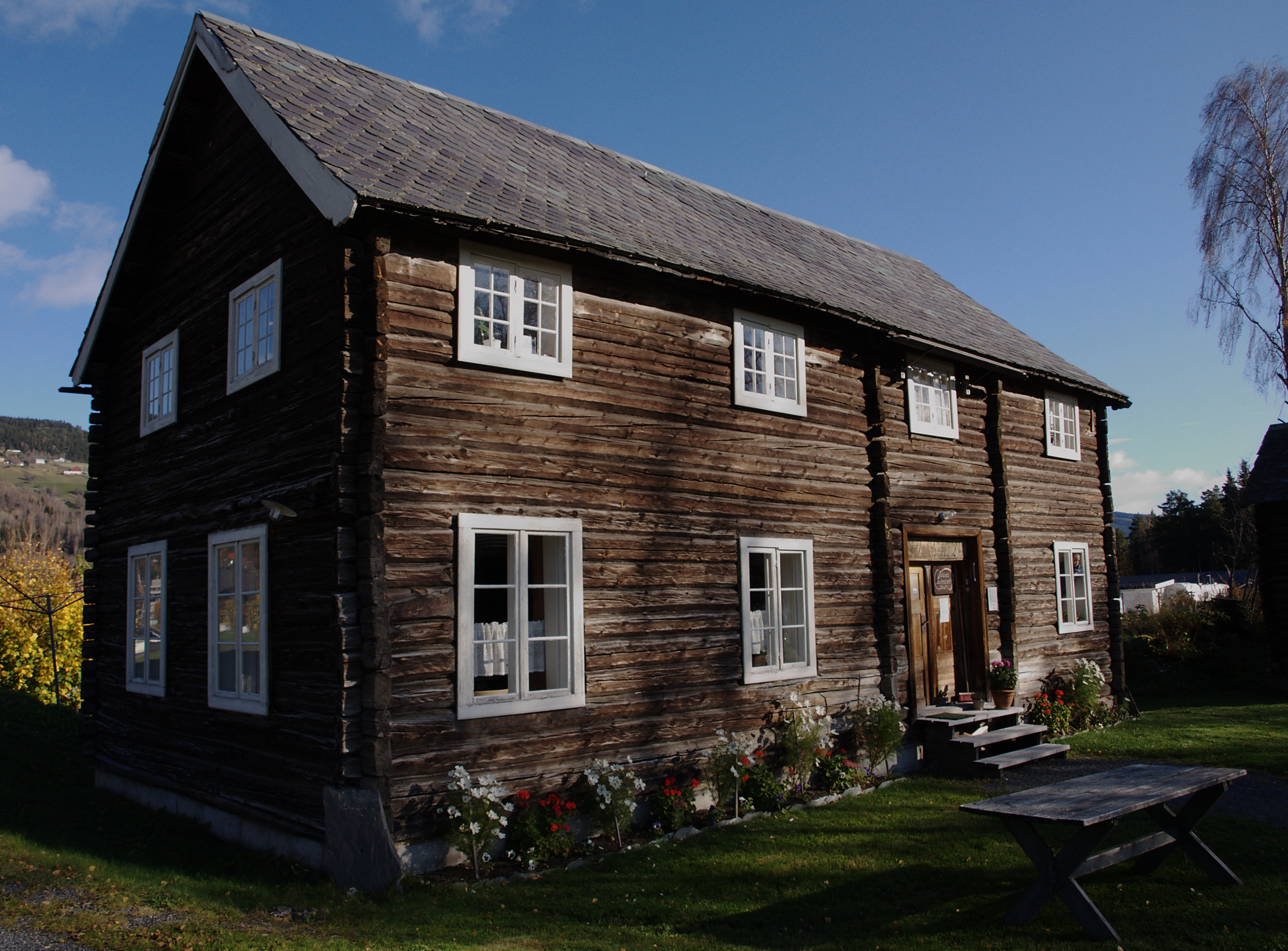
Byggnad från Jonsheggji
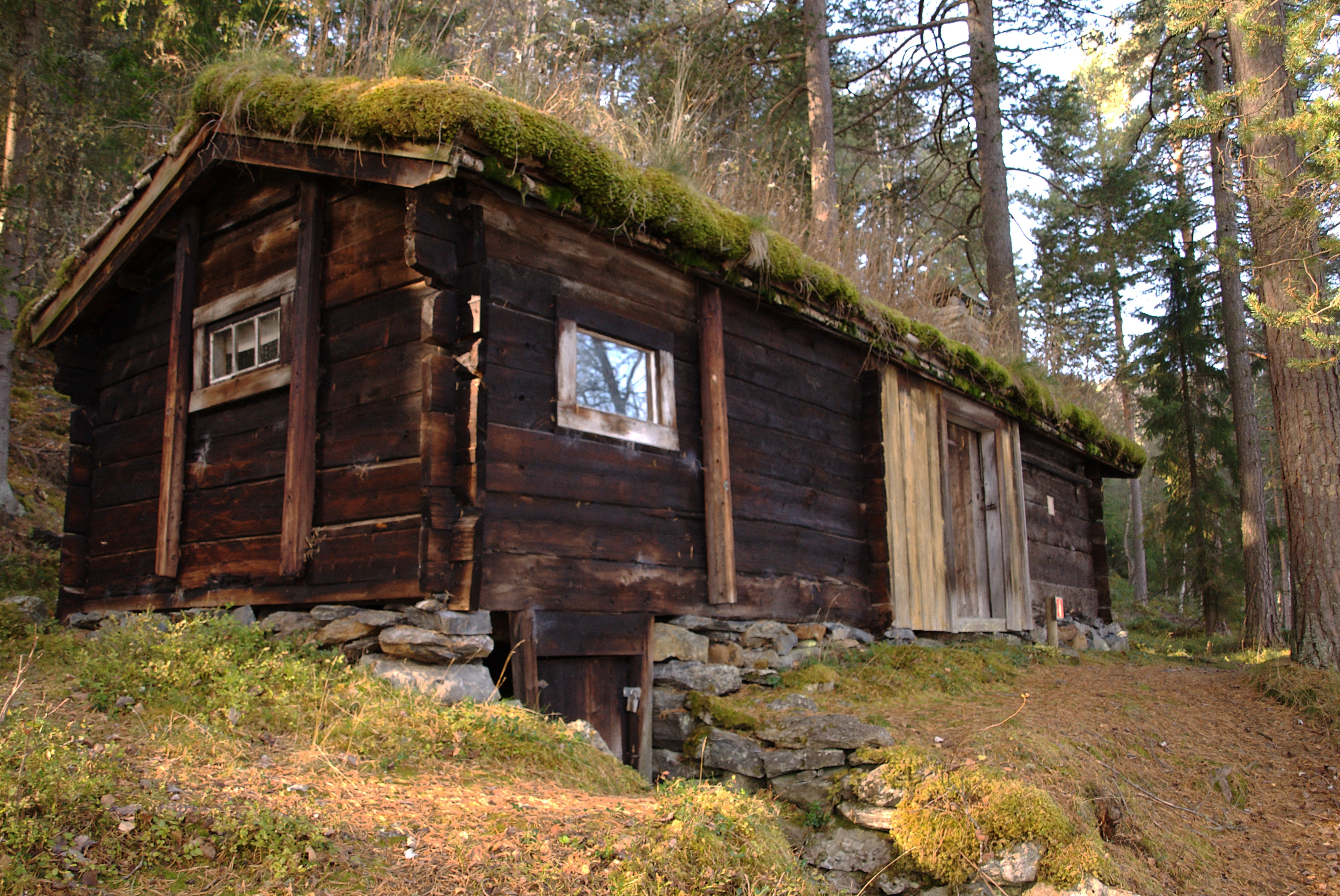
Fiskebod från Haldorsynøyn
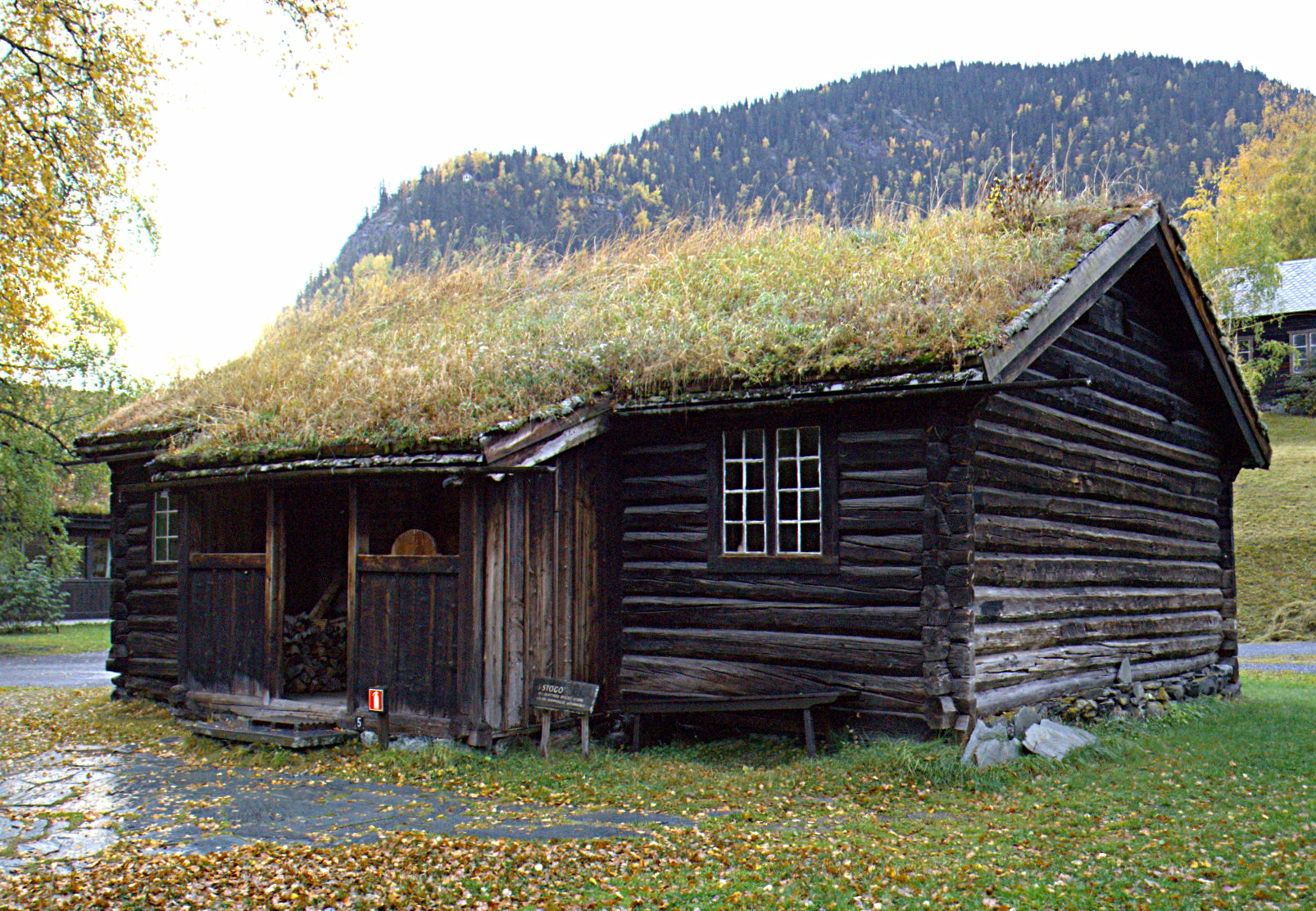
Stuga från Skattebu
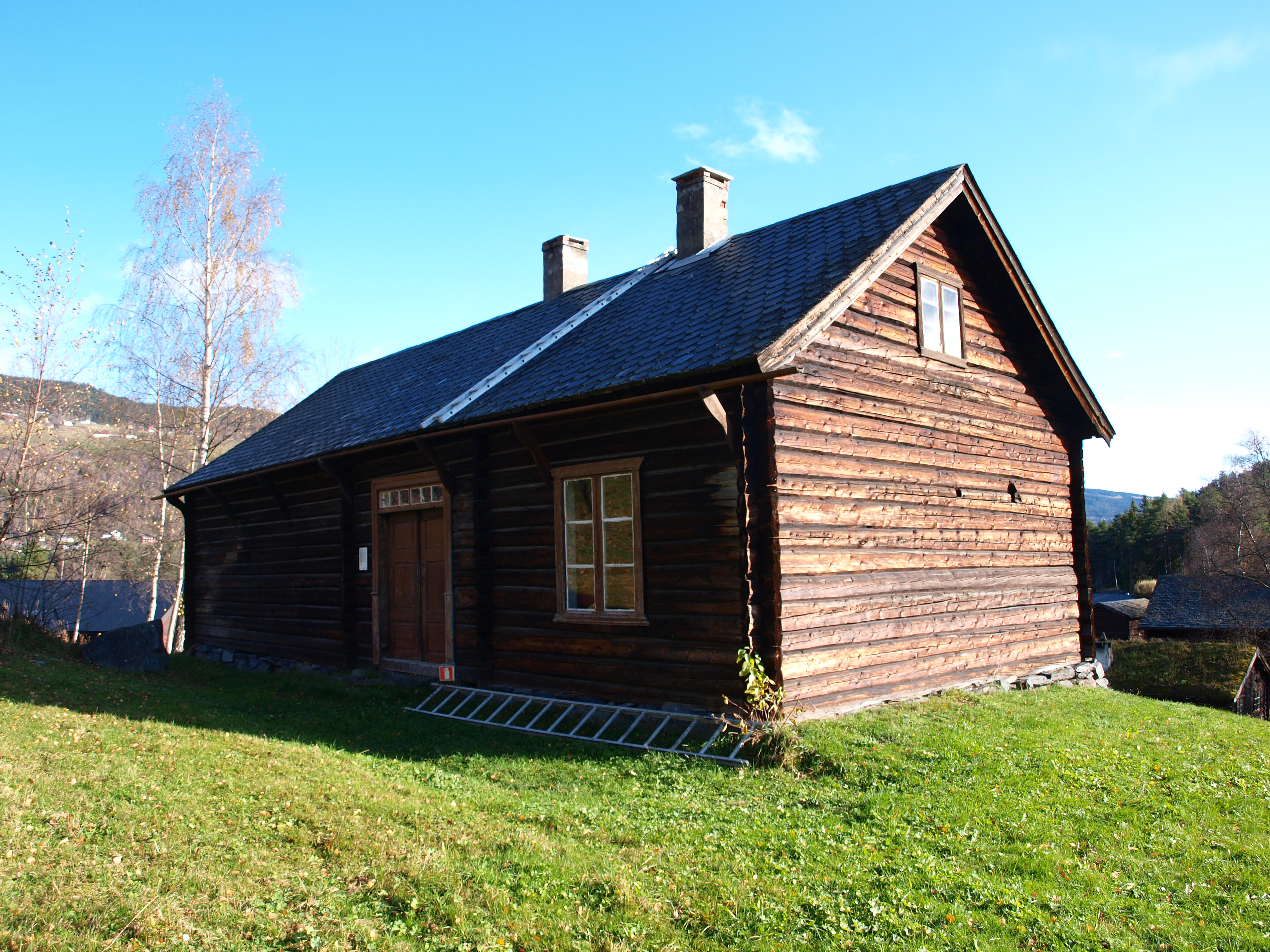
Høyne skola
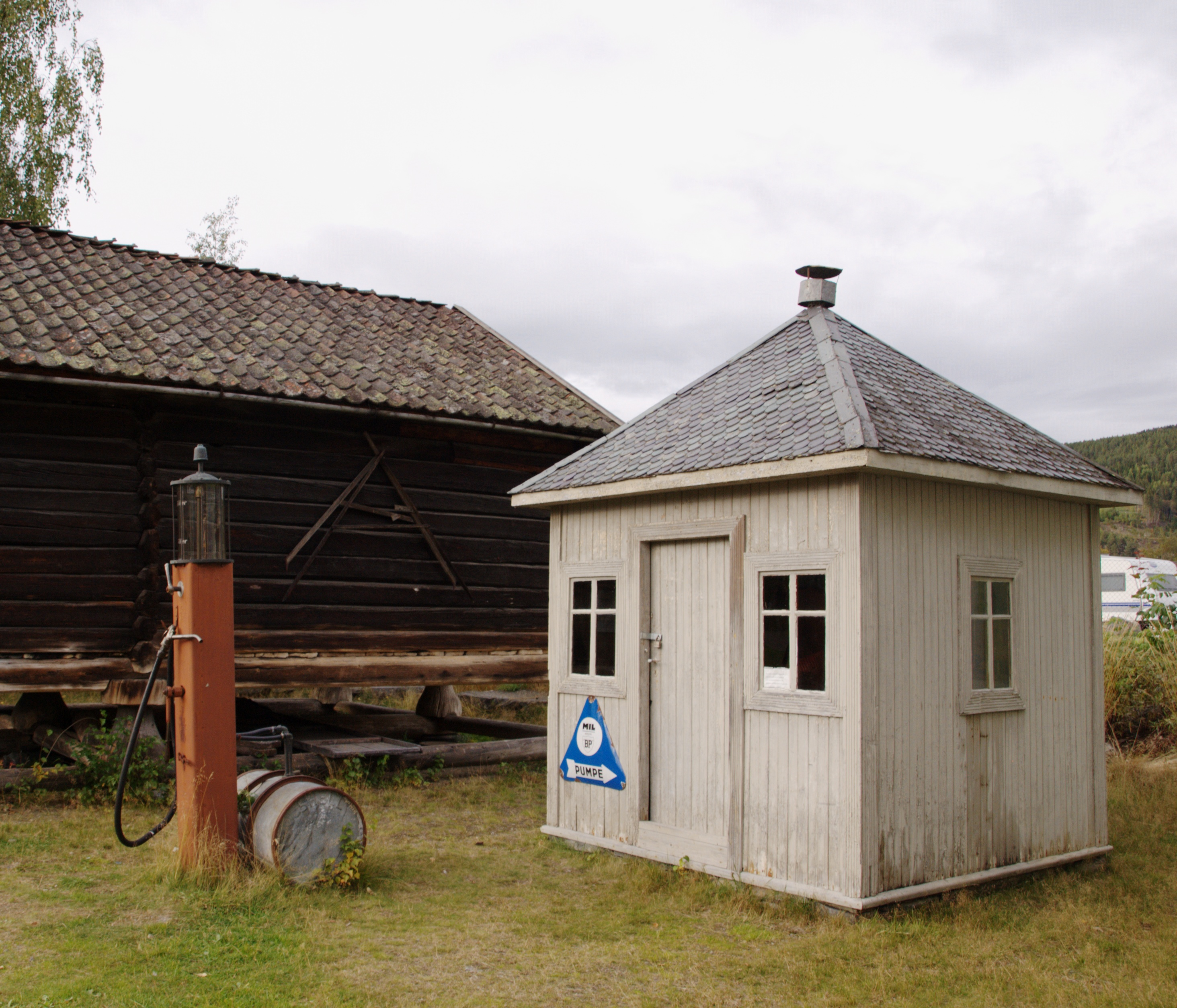
Bensinstation